# تادئوش اشمیت
تادئوش اشمیت (لهستانی: Tadeusz Schmidt؛ ‏ ۱۴ نوامبر ۱۹۲۰ – ۱۰ مهٔ ۱۹۷۶) بازیگر اهل لهستان بود.
از فیلم‌ها یا برنامه‌های تلویزیونی که وی در آن نقش داشته‌است، می‌توان به شوالیه‌های تتونیک، پنج، ماجراهای میخاو، سیل، سربازان آزادی، قماری بالاتر از زندگی، سرهنگ وودیوفسکی، آنگاه سکوت فرا خواهد رسید، مرحله پایانی و خوبال اشاره کرد.